# Stade Malherbe Caen Calvados Basse-Normandie 2014-2015
Questa voce raccoglie le informazioni riguardanti lo Stade Malherbe Caen nelle competizioni ufficiali della stagione 2014-2015.

## Stagione
La stagione 2014-2015 del Caen è la 14ª stagione del club in Ligue 1. Nella stagione precedente il Caen finì 3º in Ligue 2, guadagnando la promozione nella massima serie francese. Patrice Garande viene riconfermato nel ruolo di allenatore del club.

## Maglie e sponsor
Lo sponsor tecnico per la stagione 2014-2015 è Nike, mentre lo sponsor ufficiale è GDE Recyclage. La prima maglia è a strisce verticali rosse e blu, calzoncini e calzettoni blu. La seconda maglia è nera con inserti bianchi, calzoncini neri e calzettoni bianchi.
| Casa | Trasferta |

## Organigramma societario
Area direttiva
- Presidente: Jean-François Fortin
- Amministratore: Sylvie Gondry
- Direttore generale: Xavier Gravelaine

Area comunicazione
- Responsabile: Kaddour Mokeddel
- Ufficio stampa: Jelena Kovacevic

Area marketing
- Ufficio marketing: Aurélien Beaudet
- Ufficio stampa: Matthieu Gonet

Area tecnica
- Direttore sportivo: Alain Cavéglia
- Allenatore: Patrice Garande
- Allenatore in seconda: Jean-Marie Huriez
- Preparatore atletico: Jean-Marc Branger
- Preparatore dei portieri: Frédéric Petereyns

Area sanitaria
- Medico sociale: Hervé Schulc
- Massaggiatore: Bruno Gacoin

## Rosa
| N. |                      | Ruolo | Calciatore          |
| -- | -------------------- | ----- | ------------------- |
| 1  | Francia (bandiera)   | P     | Rémy Vercoutre      |
| 2  | Francia (bandiera)   | C     | Nicolas Seube       |
| 5  | Tunisia (bandiera)   | D     | Alaeddine Yahia     |
| 7  | Francia (bandiera)   | A     | Mathieu Duhamel     |
| 7  | Francia (bandiera)   | C     | Nicolas Benezet     |
| 9  | Francia (bandiera)   | A     | Sloan Privat        |
| 10 | Francia (bandiera)   | A     | Lenny Nangis        |
| 11 | Francia (bandiera)   | A     | Bengali-Fodé Koita  |
| 12 | Francia (bandiera)   | D     | Dennis Appiah       |
| 13 | Haiti (bandiera)     | D     | Jean-Jacques Pierre |
| 14 | Argentina (bandiera) | A     | Emiliano Sala       |
| 15 | Benin (bandiera)     | D     | Emmanuel Imorou     |
| 16 | Francia (bandiera)   | P     | Damien Perquis      |
| 17 | Francia (bandiera)   | C     | N'Golo Kanté        |

| N. |                    | Ruolo | Calciatore         |
| -- | ------------------ | ----- | ------------------ |
| 18 | Benin (bandiera)   | C     | Jordan Adéoti      |
| 19 | Brasile (bandiera) | D     | Felipe Saad        |
| 20 | Francia (bandiera) | A     | Hervé Bazile       |
| 21 | Francia (bandiera) | C     | José Saez          |
| 22 | Francia (bandiera) | D     | Alexandre Raineau  |
| 23 | Francia (bandiera) | D     | Jean Calvé         |
| 24 | Francia (bandiera) | A     | Florian Raspentino |
| 25 | Francia (bandiera) | C     | Julien Féret       |
| 26 | Francia (bandiera) | C     | Jonathan Beaulieu  |
| 27 | Francia (bandiera) | C     | Thomas Lemar       |
| 28 | Francia (bandiera) | D     | Damien Da Silva    |
| 29 | Gabon (bandiera)   | D     | Yrondu Musavu-King |
| 30 | Francia (bandiera) | P     | Paul Reulet        |

## Calciomercato

### Sessione estiva(dal 10/6 all'1/9)
| Acquisti | Acquisti           | Acquisti             | Acquisti      |
| R.       | Nome               | da                   | Modalità      |
| -------- | ------------------ | -------------------- | ------------- |
| P        | Riffi Mandanda     | ES Uzès Pont du Gard | fine prestito |
| P        | Rémy Vercoutre     |                      | svincolato    |
| D        | Damien Da Silva    |                      | svincolato    |
| D        | Emmanuel Imorou    |                      | svincolato    |
| D        | Yrondu Musavu-King | ES Uzès Pont du Gard | fine prestito |
| C        | Jordan Adéoti      |                      | svincolato    |
| C        | Hervé Bazile       |                      | svincolato    |
| C        | Julien Féret       |                      | svincolato    |
| A        | Romain Poyet       | Amiens               | fine prestito |
| A        | Sloan Privat       | Gent                 | prestito      |
| A        | Florian Raspentino | Olympique Marsiglia  | prestito      |

| Cessioni | Cessioni           | Cessioni        | Cessioni      |
| R.       | Nome               | a               | Modalità      |
| -------- | ------------------ | --------------- | ------------- |
| P        | Thomas Bosmel      |                 | svincolato    |
| D        | Aurélien Montaroup |                 | svincolato    |
| D        | Molla Wague        |                 | svincolato    |
| C        | Laurent Agouazi    |                 | svincolato    |
| C        | Mathias Autret     | Lorient         | fine prestito |
| C        | Fayçal Fajr        | Elche           | definitivo    |
| A        | Kyung-Jun Kim      | Olympic Tallinn | fine prestito |
| A        | Jonathan Kodjia    | Stade Reims     | fine prestito |
| A        | Romain Poyet       |                 | svincolato    |

### Operazione esterna alle sessioni
| Acquisti | Acquisti        | Acquisti | Acquisti   |
| R.       | Nome            | da       | Modalità   |
| -------- | --------------- | -------- | ---------- |
| D        | Alaeddine Yahia |          | svincolato |

### Sessione invernale(dal 3/1 al 2/2)
| Acquisti | Acquisti        | Acquisti | Acquisti |
| R.       | Nome            | da       | Modalità |
| -------- | --------------- | -------- | -------- |
| C        | Nicolas Benezet | Évian TG | prestito |
| A        | Emiliano Sala   | Bordeaux | prestito |

| Cessioni | Cessioni           | Cessioni | Cessioni |
| R.       | Nome               | a        | Modalità |
| -------- | ------------------ | -------- | -------- |
| A        | Mathieu Duhamel    | Évian TG | prestito |
| A        | Florian Raspentino | Digione  | prestito |

## Risultati

### Ligue 1

#### Girone d'andata
| Arbitro: | Ennjimi |

|  |           |                            |
|  | Marcatori | 12’ Kanté 32’, 37’ Duhamel |

| Arbitro: | Desiage |

|  |           |                  |
|  | Marcatori | 69’ (rig.) Origi |

| Arbitro: | Bien |

|  |           |                        |
|  | Marcatori | 83’ Kanté 90+1’ Bazile |

| Arbitro: | Castro |

|  |           |              |
|  | Marcatori | 88’ Toivonen |

| Arbitro: | Moreira |

|                   |           |  |
| Pierre 74’ (aut.) | Marcatori |  |

| Arbitro: | Bastien |

|                                                     |           |                                    |
| Ben Yedder 21’ (rig.) Regattin 83’ (rig.) Nikov 87’ | Marcatori | 7’ Raspentino 76’ Nangis 86’ Calvé |

| Arbitro: | Bien |

|  |           |                          |
|  | Marcatori | 18’ Lucas 57’ Marquinhos |

| Lens 28 settembre 2014, ore 17:00 CEST 8ª giornata | Lens   | 0 – 0 referto | Caen | Stade Félix Bollaert (8.525 spett.)\| Arbitro: \| Turpin \| |
| Arbitro:                                           | Turpin |               |      |                                                             |

| Arbitro: | Millot |

|                 |           |                        |
| Musavu-King 84’ | Marcatori | 74’ Romao 90+3’ Gignac |

| Arbitro: | Castro |

|             |           |            |
| Diabaté 22’ | Marcatori | 77’ Bazile |

| Arbitro: | Schneider |

|                              |           |                 |
| Nangis 3’ Duhamel 53’ (rig.) | Marcatori | 24’ (rig.) Ayew |

| Arbitro: | Rainville |

|                                   |           |                     |
| Maïga 10’, 50’ Malouda 90’ (rig.) | Marcatori | 65’ Calvé 83’ Koita |

| Arbitro: | Chapron |

|             |           |                              |
| Duhamel 24’ | Marcatori | 40’ Vizcarrondo 60’ Veretout |

| Arbitro: | Moreira |

|                               |           |                                |
| Imorou 5’ (aut.) Moutinho 75’ | Marcatori | 50’ Koita 59’ (aut.) Kondogbia |

| Arbitro: | Bien |

|             |           |            |
| Duhamel 40’ | Marcatori | 17’ Hilton |

| Arbitro: | Delerue |

|                                                      |           |           |
| Mandanne 4’, 62’ Giresse 20’ Beauvue 61’ (rig.), 78’ | Marcatori | 17’ Yahia |

| Arbitro: | Turpin |

|                               |           |                                 |
| Duhamel 39’ (rig.) Nangis 45’ | Marcatori | 32’ Amavi 64’ Bauthéac 74’ Pléa |

| Arbitro: | Varela |

|                                     |           |  |
| Lacazette 7’ (rig.), 57’ Benzia 62’ | Marcatori |  |

| Arbitro: | Millot |

|           |           |            |
| Féret 74’ | Marcatori | 21’ Kamano |

#### Girone di ritorno
| Arbitro: | Thual |

|          |           |  |
| Frey 20’ | Marcatori |  |

| Arbitro: | Rainville |

|                                                        |           |                 |
| Roberge 4’ (aut.) Yahia 8’ Privat 30’ Koita 76’ (rig.) | Marcatori | 27’ Charbonnier |

| Arbitro: | Moreira |

|           |           |                                             |
| André 15’ | Marcatori | 4’ Privat 50’ Nangis 85’ Féret 89’ Da Silva |

| Arbitro: | Varela |

|           |           |  |
| Féret 41’ | Marcatori |  |

| Arbitro: | Bien |

|                             |           |  |
| Privat 17’ Féret 72’ (rig.) | Marcatori |  |

| Arbitro: | Schneider |

|                            |           |                       |
| Ibrahimović 2’ Lavezzi 40’ | Marcatori | 89’ Sala 90+2’ Bazile |

| Arbitro: | Chapron |

|                                          |           |                  |
| Féret 7’ (rig.) Sala 35’, 75’ Bazile 36’ | Marcatori | 45’ El Jadeyaoui |

| Arbitro: | Desiage |

|                       |           |                                |
| Ayew 45+3’ Gignac 63’ | Marcatori | 67’ Seube 70’ Sala 87’ Benezet |

| Arbitro: | Thual |

|            |           |                         |
| Privat 72’ | Marcatori | 69’, 90+5’ (rig.) Rolán |

| Arbitro: | Kalt |

|                        |           |            |
| Guerreiro 43’ Ayew 60’ | Marcatori | 41’ Bazile |

| Caen 21 marzo 2015, ore 20:00 CET 30ª giornata | Caen   | 0 – 0 referto | Metz | Stade Michel d'Ornano (15.810 spett.)\| Arbitro: \| Castro \| |
| Arbitro:                                       | Castro |               |      |                                                               |

| Arbitro: | Millot |

|            |           |                             |
| Bedoya 11’ | Marcatori | 80’ (rig.) Sala 90+2’ Lemar |

| Arbitro: | Chapron |

|  |           |                            |
|  | Marcatori | 29’ Martial 64’, 84’ Silva |

| Arbitro: | Gautier |

|           |           |  |
| Hilton 4’ | Marcatori |  |

| Arbitro: | Schneider |

|  |           |                          |
|  | Marcatori | 49’ Beauvue 66’ Marveaux |

| Arbitro: | Kalt |

|                    |           |             |
| Carlos Eduardo 41’ | Marcatori | 15’ Benezet |

| Arbitro: | Rainville |

|                             |           |  |
| Benezet 41’, 44’ Privat 85’ | Marcatori |  |

| Arbitro: | Castro |

|           |           |            |
| Ayité 12’ | Marcatori | 10’ Privat |

| Arbitro: | Gautier |

|                                   |           |                          |
| Bazile 60’, 68’ Sougou 66’ (aut.) | Marcatori | 86’ Sorlin 90+23’ Sougou |

### Coppa di Francia
| Arbitro: | Buquet |

|                      |           |                                  |
| Kanté 17’ Adéoti 45’ | Marcatori | 38’ Diallo 80’ Diony 105’ Mollet |

### Coppa di Lega
| Arbitro: | Varela |

|                                          |           |                                    |
| Féret 55’ Duhamel 72’, 120+1’ Bazile 83’ | Marcatori | 49’ Dugimont 61’ Novillo 88’ Diogo |

| Arbitro: | Kalt |

|                                 |           |                     |
| Gillet 42’ Koné 89’ Mokolu 102’ | Marcatori | 12’ Privat 72’ Saez |

## Statistiche

### Statistiche di squadra
| Competizione     | Punti | In casa | In casa | In casa | In casa | In casa | In casa | In trasferta | In trasferta | In trasferta | In trasferta | In trasferta | In trasferta | Totale | Totale | Totale | Totale | Totale | Totale | DR |
| Competizione     | Punti | G       | V       | N       | P       | Gf      | Gs      | G            | V            | N            | P            | Gf           | Gs           | G      | V      | N      | P      | Gf     | Gs     | DR |
| ---------------- | ----- | ------- | ------- | ------- | ------- | ------- | ------- | ------------ | ------------ | ------------ | ------------ | ------------ | ------------ | ------ | ------ | ------ | ------ | ------ | ------ | -- |
| Ligue 1          | 46    | 19      | 7       | 3       | 9       | 26      | 25      | 19           | 5            | 7            | 7            | 28           | 30           | 38     | 12     | 10     | 16     | 54     | 55     | -1 |
| Coppa di Francia | -     | 1       | 0       | 0       | 1       | 2       | 3       | -            | -            | -            | -            | -            | -            | 1      | 0      | 0      | 1      | 2      | 3      | -1 |
| Coppa di Lega    | -     | 1       | 1       | 0       | 0       | 4       | 3       | 1            | 0            | 0            | 1            | 2            | 3            | 2      | 1      | 0      | 1      | 6      | 6      | 0  |
| Totale           | 46    | 21      | 8       | 3       | 10      | 32      | 31      | 20           | 5            | 7            | 8            | 30           | 33           | 41     | 13     | 10     | 18     | 62     | 64     | -2 |

### Andamento in campionato
| Giornata  | 1 | 2 | 3 | 4 | 5  | 6  | 7  | 8  | 9  | 10 | 11 | 12 | 13 | 14 | 15 | 16 | 17 | 18 | 19 | 20 | 21 | 22 | 23 | 24 | 25 | 26 | 27 | 28 | 29 | 30 | 31 | 32 | 33 | 34 | 35 | 36 | 37 | 38 |
| --------- | - | - | - | - | -- | -- | -- | -- | -- | -- | -- | -- | -- | -- | -- | -- | -- | -- | -- | -- | -- | -- | -- | -- | -- | -- | -- | -- | -- | -- | -- | -- | -- | -- | -- | -- | -- | -- |
| Luogo     | T | C | T | C | T  | T  | C  | T  | C  | T  | C  | T  | C  | T  | C  | T  | C  | T  | C  | T  | C  | T  | C  | C  | T  | C  | T  | C  | T  | C  | T  | C  | T  | C  | T  | C  | T  | C  |
| Risultato | V | P | V | P | P  | N  | P  | N  | P  | N  | V  | P  | P  | N  | N  | P  | P  | P  | N  | P  | V  | V  | V  | V  | N  | V  | V  | P  | P  | N  | V  | P  | P  | P  | N  | V  | N  | V  |
| Posizione | 1 | 9 | 4 | 9 | 12 | 10 | 14 | 13 | 17 | 18 | 15 | 15 | 17 | 16 | 17 | 18 | 19 | 20 | 20 | 20 | 20 | 18 | 15 | 14 | 15 | 14 | 12 | 14 | 14 | 14 | 12 | 13 | 13 | 15 | 14 | 13 | 15 | 13 |

Fonte:  Classements, su lfp.fr, LFP.
Legenda:

Luogo: C = Casa; T = Trasferta. Risultato: V = Vittoria; N = Pareggio; P = Sconfitta.

### Statistiche dei giocatori
| Giocatore      | Ligue 1  | Ligue 1 | Ligue 1     | Ligue 1    | Coppa di Francia Coppa di Lega | Coppa di Francia Coppa di Lega | Coppa di Francia Coppa di Lega | Coppa di Francia Coppa di Lega | Totale   | Totale | Totale      | Totale     |
| Giocatore      | Presenze | Reti    | Ammonizioni | Espulsioni | Presenze                       | Reti                           | Ammonizioni                    | Espulsioni                     | Presenze | Reti   | Ammonizioni | Espulsioni |
| -------------- | -------- | ------- | ----------- | ---------- | ------------------------------ | ------------------------------ | ------------------------------ | ------------------------------ | -------- | ------ | ----------- | ---------- |
| J. Adéoti      | 22       | 0       | 6           | 0          | 1+1                            | 1+0                            | 1+1                            | 0                              | 24       | 1      | 8           | 0          |
| D. Appiah      | 19       | 0       | 1           | 1          | 1+2                            | 0                              | 0                              | 0                              | 22       | 0      | 1           | 1          |
| H. Bazile      | 21       | 4       | 2           | 0          | 1+2                            | 0+1                            | 0                              | 0                              | 24       | 5      | 2           | 0          |
| J. Beaulieu    | -        | -       | -           | -          | -                              | -                              | -                              | -                              | -        | -      | -           | -          |
| N. Benezet     | 4        | 1       | 0           | 0          | -                              | -                              | -                              | -                              | 4        | 1      | 0           | 0          |
| M. Bodmer      | -        | -       | -           | -          | -                              | -                              | -                              | -                              | -        | -      | -           | -          |
| J. Calvé       | 15       | 2       | 0           | 0          | 0+1                            | 0                              | 0                              | 0                              | 16       | 2      | 0           | 0          |
| D. Da Silva    | 25       | 1       | 5           | 0          | 1+0                            | 0                              | 1+0                            | 0                              | 26       | 1      | 6           | 0          |
| M. Duhamel     | 19       | 6       | 0           | 0          | 1+1                            | 0+2                            | 0                              | 0                              | 21       | 8      | 0           | 0          |
| J. Féret       | 27       | 4       | 3           | 0          | 0+1                            | 0+1                            | 0                              | 0                              | 28       | 5      | 3           | 0          |
| E. Imorou      | 19       | 0       | 2           | 0          | 1+1                            | 0                              | 0                              | 0                              | 21       | 0      | 2           | 0          |
| N. Kanté       | 26       | 2       | 4           | 1          | 1+1                            | 1+0                            | 0                              | 0                              | 28       | 3      | 4           | 1          |
| B.F. Koita     | 22       | 3       | 1           | 0          | 1+0                            | 0                              | 0                              | 0                              | 23       | 3      | 1           | 0          |
| T. Lemar       | 15       | 0       | 1           | 0          | 0+1                            | 0                              | 0                              | 0                              | 16       | 0      | 1           | 0          |
| Y. Musavu-King | 6        | 1       | 0           | 0          | -                              | -                              | -                              | -                              | 6        | 1      | 0           | 0          |
| L. Nangis      | 26       | 4       | 2           | 0          | 1+2                            | 0                              | 0+1                            | 0                              | 29       | 4      | 3           | 0          |
| D. Perquis     | 0        | 0       | 0           | 0          | 0+2                            | 0-6                            | 0                              | 0                              | 2        | 0      | 0           | 0          |
| J.J. Pierre    | 12       | 0       | 0           | 1          | 1+1                            | 0                              | 0                              | 0                              | 14       | 0      | 0           | 1          |
| S. Privat      | 10       | 2       | 0           | 0          | 0+2                            | 0+1                            | 0                              | 0                              | 12       | 3      | 0           | 0          |
| A. Raineau     | 0        | 0       | 0           | 0          | 0+1                            | 0                              | 0                              | 0                              | 1        | 0      | 0           | 0          |
| F. Raspentino  | 16       | 1       | 2           | 0          | 1+2                            | 0                              | 0                              | 0                              | 19       | 1      | 2           | 0          |
| P. Reulet      | -        | -       | -           | -          | -                              | -                              | -                              | -                              | -        | -      | -           | -          |
| F. Saad        | 4        | 0       | 0           | 0          | 0+1                            | 0                              | 0                              | 0                              | 5        | 0      | 0           | 0          |
| J. Saez        | 2        | 0       | 0           | 0          | 1+2                            | 0+1                            | 0                              | 0                              | 5        | 1      | 0           | 0          |
| E. Sala        | 6        | 4       | 0           | 0          | -                              | -                              | -                              | -                              | 6        | 4      | 0           | 0          |
| N. Seube       | 13       | 1       | 2           | 0          | 1+2                            | 0                              | 0+1                            | 0                              | 16       | 1      | 3           | 0          |
| R. Vercoutre   | 27       | -40     | 0           | 0          | 1+0                            | -3-0                           | 0                              | 0                              | 28       | -43    | 0           | 0          |
| A. Yahia       | 12       | 2       | 2           | 1          | 0+2                            | 0                              | 0+2                            | 0                              | 14       | 2      | 4           | 1          |